# Třída Descartes
Třída Descartes byla třída chráněných křižníků francouzského námořnictva určených pro průzkum a službu v koloniích. Celkem byly postaveny dvě jednotky této třídy. Ve službě byly v letech 1896–1920. Po vyřazení byly sešrotovány. Ze třídy Descartes konstrukčně vycházely ještě křižníky třídy Catinat.

## Stavba
Celkem byly postaveny dvě jednotky této třídy. Do služby byly přijaty v letech 1896–1897. Stavbu provedly francouzské loděnice Arsenal de Toulon v Toulonu a Ateliers et Chantiers de la Loire v Saint-Nazaire.
Jednotky třídy Descartes:
| Jméno     | Loděnice                          | Založení kýlu | Spuštěna      | Vstup do služby | Poznámka                        |
| --------- | --------------------------------- | ------------- | ------------- | --------------- | ------------------------------- |
| Descartes | Ateliers et Chantiers de la Loire | 1892          | 27. září 1894 | červenec 1896   | Odzbrojen 1917. Vyškrtnut 1920. |
| Pascal    | Arsenal de Toulon                 | 1893          | 26. září 1895 | 1897            | Vyškrtnut 1911.                 |

## Konstrukce

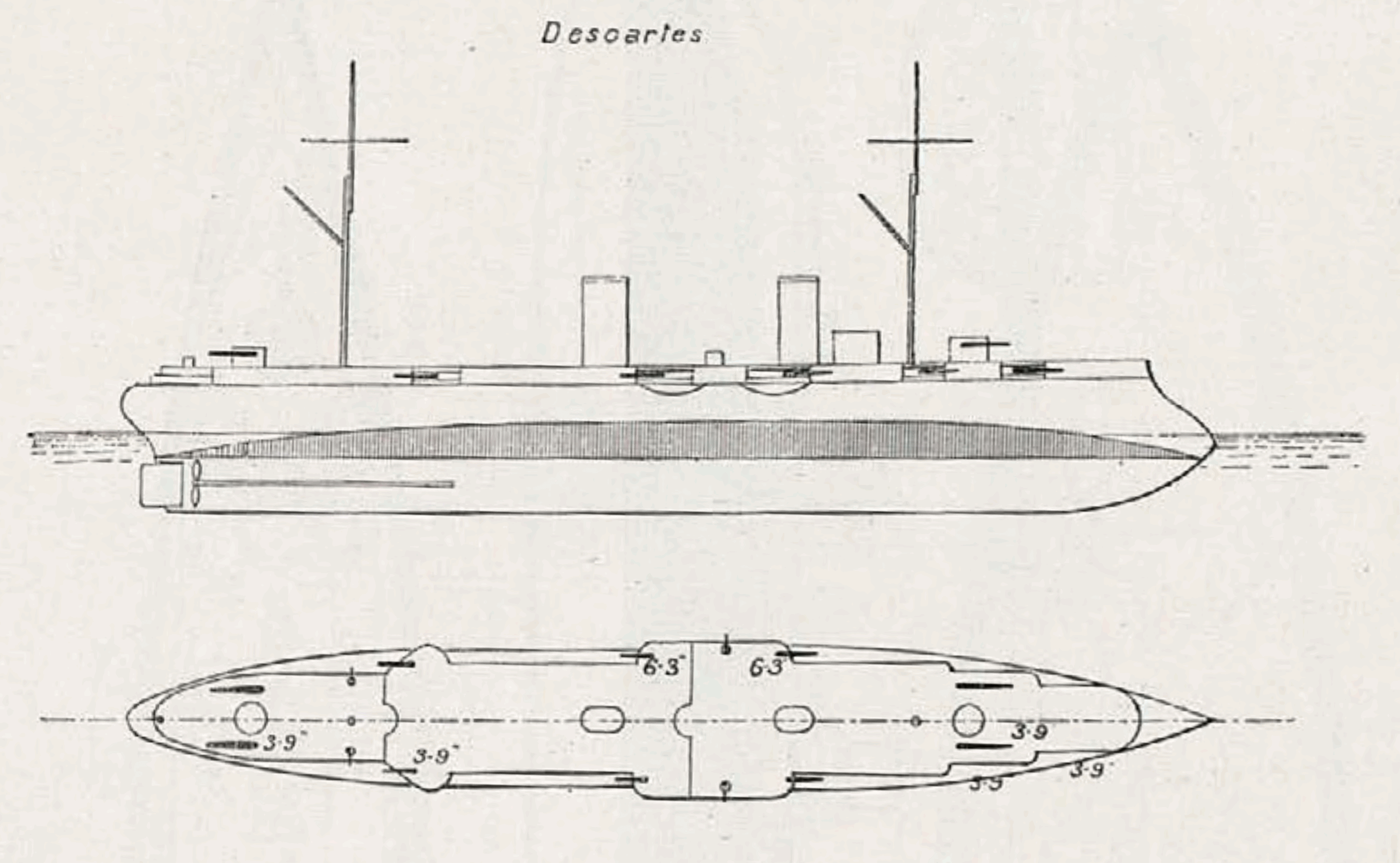
Základní uspořádání třídy

Hlavní výzbroj tvořily čtyři 165mm kanóny, které doplňovalo deset 100mm kanónů. Dále nesly osm 47mm kanónů (Pascal čtrnáct), čtyři 37mm kanóny (Pascal osm) a dva 450mm torpédomety. Základem pancéřové ochrany byla 45mm pancéřová paluba se 60mm skloněnými konci. Pancéřování chránilo rovněž štíty děl a můstek. Pohonný systém tvořilo šestnáct kotlů Belleville a dva parní stroje s trojnásobnou expanzí o výkonu 8500 hp, pohánějící dva lodní šrouby. Nejvyšší rychlost dosahovala 19,5 uzlu. Dosah byl 5500 námořních mil při rychlosti 10 uzlů.